# Grote zwarte smalboktor
De grote zwarte smalboktor (Leptura aethiops) is een keversoort uit de familie van de boktorren (Cerambycidae). De wetenschappelijke naam van de soort werd voor het eerst geldig gepubliceerd in 1761 door Nicolaus Poda von Neuhaus.